# (5979) 1992 XF
(5979) 1992 XF es un asteroide perteneciente al cinturón de asteroides, región del sistema solar que se encuentra entre las órbitas de Marte y Júpiter, descubierto el 15 de diciembre de 1992 por Seiji Ueda y el astrónomo Hiroshi Kaneda desde el Kushiro Marsh Observatory, Hokkaido, Japón.

## Designación y nombre
Designado provisionalmente como 1992 XF. 

## Características orbitales
1992 XF está situado a una distancia media del Sol de 3,028 ua, pudiendo alejarse hasta 3,326 ua y acercarse hasta 2,731 ua. Su excentricidad es 0,098 y la inclinación orbital 10,39 grados. Emplea 1925,47 días en completar una órbita alrededor del Sol.

## Características físicas
La magnitud absoluta de 1992 XF es 12,3. Tiene 11,838 km de diámetro y su albedo se estima en 0,182. 